# اچ‌ام‌اس ولورین (۱۷۹۸)
اچ‌ام‌اس ولورین (۱۷۹۸) (به انگلیسی: HMS Wolverine (1798)) یک کشتی است که طول آن ۹۸ فوت (۳۰ متر) می‌باشد. این کشتی در سال ۱۷۹۶ ساخته شد.